# Mathias Edenborn
Mathias Edenborn (* 24. April 1975 in Kiruna, Schweden) ist ein schwedischer Musicaldarsteller.

## Werdegang
Edenborn wurde an der Kulturama School of Arts und an der Royal Musica Academy in Stockholm ausgebildet. Während seiner Ausbildung übernahm er die Rolle des Tony in der West Side Story. Diesem Debüt folgten in Stockholm noch eine Reihe von Hauptrollen: Emile Lanrezac in Thomas Sundströms „Celine“, Chris in Miss Saigon, Brusander im Musical Kristina från Duvemåla und Peter in „Sondheims Company“.
In Deutschland startete er mit dem Nightmare-Solo und als Cover Graf von Krolock in Tanz der Vampire im Apollo Theater Stuttgart und später in Berlin. In der deutschsprachigen Premiere von „AIDA - Das Musical“ war er als Radames zu sehen. Außerdem verkörperte er Benvolio in Romeo & Julia in Wien.
Wie schon in Stuttgart war er als Fiyero bis 31. Juli 2010 im Musical Wicked in Oberhausen zu sehen. Danach stand Edenborn als Erstbesetzung des Markgrafen Gerold im Musical Die Päpstin im Schlosstheater Fulda auf der Bühne. Ab November 2013 übernahm er die Rolle des Phantoms in Andrew Lloyd Webbers Das Phantom der Oper in Hamburg. Seit Oktober 2015 spielte Edenborn im  Musical Liebe stirbt nie – Das Phantom II die Rolle des Phantoms alternierend mit Garðar Thór Cortes sowie die Zweitbesetzung für Raoul.

## Engagements
- 1995: Celine, Emile Lanrezac, Gotland
- 1995–1996: West Side Story, Tony, Norrköping
- 1996: Carmen, Don José, Norrköping
- 1996–1997: Celine, Emile Lanrezac, Stockholm
- 1997–1998: Miss Saigon, Chris, Stockholm
- 1998–1999: Kristina från Duvemåla, Brusander, Stockholm
- 2000: Company, Peter, Malmö
- 10/2003–10/2004: Aida, Erstbesetzung Radames, Colosseum Theater Essen
- 02/2005–07/2006: Romeo & Julia, Erstbesetzung Benvolio, Raimund Theater Wien
- 03/2007–12/2007: Les Misérables, Erstbesetzung Inspektor Javert, Theater St. Gallen
- 07/2008–08/2008: Aida, Erstbesetzung Radames, Musicalsommer Amstetten, Eishalle Amstetten
- 09/2008–01/2010: Wicked – Die Hexen von Oz, Erstbesetzung Fiyero, Palladium Theater Stuttgart
- 03/2010–07/2010: Wicked – Die Hexen von Oz, Erstbesetzung Fiyero, Metronom Theater Oberhausen
- 07/2011–08/2011: Die Päpstin, Erstbesetzung Gerold, Schlosstheater Fulda
- 10/2011–03/2012: Elisabeth, Erstbesetzung Kaiser Franz-Josef, Tournee Köln, Frankfurt, München, Basel, Essen, Bremen
- 03/2012–2012: Musical Rocks, Europatour
- 09/2012–06/2013: Ich war noch niemals in New York, Erstbesetzung Axel Staudach, Theater 11 Zürich
- 10/2013–09/2015: Das Phantom der Oper, Erstbesetzung Das Phantom, Neue Flora Hamburg
- 01/2017–04/2017: Tanz der Vampire, Erstbesetzung Graf von Krolock, Palladium Theater Stuttgart
- 08/2017–09/2017: Tanz der Vampire, Erstbesetzung Graf von Krolock, Palladium Theater Stuttgart
- 09/2017–10/2017: Tanz der Vampire, Erstbesetzung Graf von Krolock, Theater an der Elbe Hamburg
- 11/2018–10/2019: Anastasia, Erstbesetzung Gleb Vaganov, Palladium Theater Stuttgart
- 12/2019: Die Päpstin, Erstbesetzung Gerold, Theater Hameln
- seit 02/2020: Pretty Woman, Erstbesetzung Edward Lewis, Theater an der Elbe Hamburg

## Diskografie
- a Million Dreams (Christina Patten, 2019)[1]
- Anastasia: Das Broadway Musical (Originalcast 2018, Stuttgart)

deutsche Erstaufführung
- Musical Rocks! (Tourneecast – 2012)

- Elisabeth – Das Musical – Live-Castalbum (Tourneecast – 2011/2012)

- Die Päpstin – das Musical (Originalcast 2011, Fulda)

- The Count of Monte Cristo (Studio Cast – 2008)

- Romeo & Julia (Original Wien Cast – 2005)

deutschsprachige Erstaufführung
- CD Best Of Musical

Stageholding Gala 2004
- AIDA (Original Essen Cast – 2003)

deutsche Erstaufführung
- Celine (Original Cast – 1997)

in schwedischer Sprache